# Macelihu (Ort)
Macelihu (Masilhu) ist ein Ort auf der südostasiatischen Insel Atauro, die zu Osttimor gehört. Die Siedlung befindet sich nah der Ostküste des Sucos Maquili (Gemeinde Atauro) auf einer Meereshöhe von 78 m. Der Ort liegt im Norden der Aldeia Macelihu und geht mit Übertritt der Grenze zur Aldeia Fatulela in die Siedlung Fatulela über.
In Macelihu befindet sich der Sitz des Sucos Maquili und die Grundschule, die Escola Primaria Macelihu.